# لويز دو لا فالييه
 فرانسواز لويز دو لا فالييه (بالفرنسية: Françoise Louise de La Vallière)‏ (6 آب/أغسطس 1644-7 حزيران/يونيو 1710)؛ هي نبيلة فرنسية، كانت أول عشيقة للملك لويس الرابع عشر منذ 1661 إلى 1667، أنجبت منه خمسة أطفال، منحها الملك لها لقبي دوقة لافالييه وفوجور، تركت البلاط الملكي ترهبنت في عام 1674، بعد أن نافستها ماركيزة مونتيسب على قلب الملك.

## حياتها المبكرة
ولدت فرانسواز لويز دو لا بلوم لي بلان دو لا فالييه في 6 أغسطس 1644 بفندق دو لا كروزيل في تور،  كـ ابنة العسكري الضابط لورون دو لا بلون لي بلان وزوجته فرانسواز لو بروفو، أرملة مستشار البرلمان، كانت أسرة لا بلوم لي بلان تنأى بنفسها في الخدمة العسكرية إلى التاج، بينما خدم لا برييفوست العرش بمعرفتهم القانونية لأجيال.  منذ ولادتها، كان والدها صاحب قلعة أمبواز، حيث أمضت سنواتها الأولى، وقضت أيضاً بعض الوقت في قلعة عائلتها في لا فالييه في ريوجني. خلال هذه السنوات، تلقت تعليمها على يد خالاتها، وراهبات أورسولين، في القراءة والقواعد والتأليف الموسيقي والخطابة.
بعد وفاة والدها، تزوجت والدتها من جاك دو كورتافيل مركيز سانت ريمي، احدى رجال حاشية غاستون، دوق أورليان (عم لويس الرابع عشر)، وبذلك أصبحت لا فالييه رفيقة بنات الدوق الثلاث الصغار حيث تعلمت معهم الرسم والموسيقى، وآداب السلوك، والفروسية والأدب والفلسفة من قبل المونير الأول للدوق، أرمان جان لو بوثيلييه دي رانسيه، الذي استمر في تأسيس رهبنة سيسترسيين. بعد وفاة دوق أورليان، استقرت زوجته مارغريت مع بناتها في قصر لوكسمبورغ بباريس وأخذت معها لا فالييه ذو السادسة عشر من عمرها.[بحاجة لمصدر]

## في البلاط الملكي
من خلال نصيحة مدام دو تشويسي إحدى أقاربها البعيدين تم تعيينها كوصيفة هنرييت آن زوجة دوق أورليان فيليب شقيق لويس الرابع عشر، وانتقلت معها إلى قصر التويليري، لاحقاً انضمت هنرييت إلى البلاط في فونتينبلو عام 1661 حيث من المحتمل أن لا فالييه التقت لأول مرة بعشيقها المستقبلي، لويس الرابع عشر. بحيث خدمت بجوار فرانسواز دو روششوا دو مورتيما، لاحقاً مدام مونتيسبُ.

### العلاقة مع لويس الرابع عشر

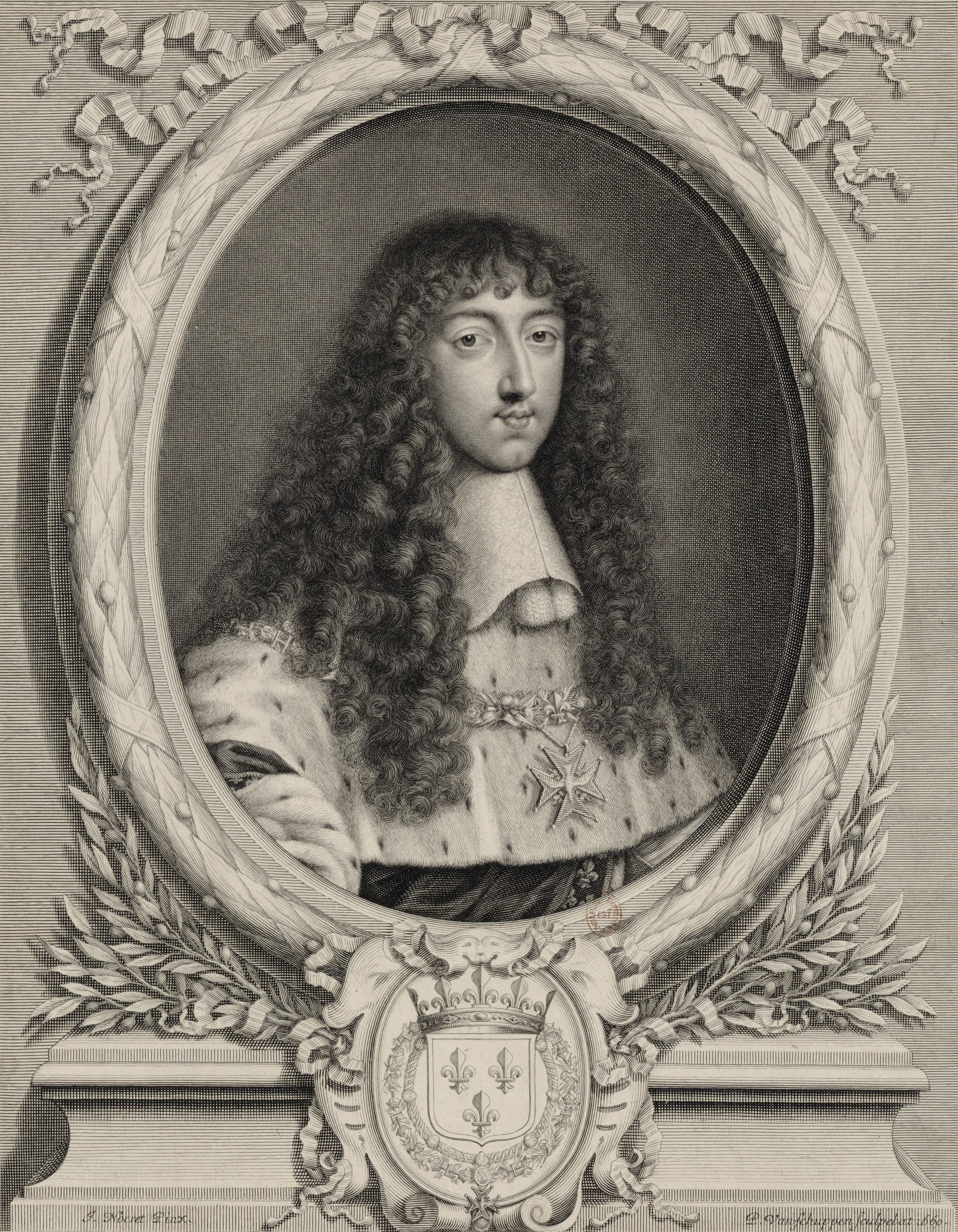
لويس الرابع عشر في 1660

سرعان ما تشكلت علاقة وثيقة بين الملك ولا فالييه، والتي تخص الملكة الأرملة آن. من أجل مواجهة الشائعات، زُعم أنهم قرروا أنه يجب أن يحاكم نساء أخريات كواجهة، والتي اختارت المدام بنفسها ثلاث نساء، بما في ذلك لا فالييه. أمضت شهرين فقط في فونتينبلو قبل أن تصبح عشيقة الملك. وفقاً لإحدى روايات الأحداث، لم تكن تعرف شيئاً عن دورها في حيلة لتجنب فضيحة، معتقدة بسرور أن مشاعر الملك تجاهها كانت صادقة. بصرف النظر عن مهاراتها في مختلف الفنون والرياضات، كانت براءة لا فالييه وإخلاصها هو ما أسرت الملك. ذكر أحد المصادر أنه وقع في حبها بعد لقاءهما الأول، صرخت "آه! إذا لم يكن الملك".
كانت هذه هي العلاقة الأولى لـ لا فالييه. يقال إنها كانت فتاة بريئة لم تتصرف لمصلحة ذاتية خلال الرومانسية. لم تكن باهظة الثمن، ولم تكن مهتمة بالثروة أو الألقاب التي يمكن أن تحصل عليها. من وضعها. كتبت أنطونيا فرازير أنها كانت "عشيقة سرية وليست عشيقة رسمية مثل باربرا فيليرز". كان فضول نيكولا فوكيه في هذه القضية أحد أسباب نفيه، لأنه عندما قام برشوة لويز، اعتقد الملك خطأً أن فوكيه كان يحاول اعتبارها عشيقة. سرعان ما أصبحت هذه القضية علنية، على الرغم من كونها سرية، مما أغضب رجال الدين، بما في ذلك الخطيب الشهير وأسقف مو المستقبلي جاك بينين بوسويه، فضلاً عن العديد من الأشخاص المخلصين دينياً في البلاط. كما استدعى السخرية المريرة للا فالييه. ورغباً في تجنب الفضيحة والمواجهة مع والدته، ذهب الملك مع لا فالييه للصيد في الغابة بالقرب من فرساي، بالقرب من سانت جيرمان أون لي.
خلال حملها الأول في عام 1663، لم تعد لا فالييه بحاشية دوقة أورليان وأرسلت للعيش في القصر الملكي، حيث أنجبت في 19 ديسمبر 1663 شارل. نُقل على الفور وسراً إلى سان ليو وعُهد إليه برعاية اثنين من الخدم المخلصين لرئيس الوزراء جان بابتيست كولبير. على الرغم من محاولات الدكتور بوشيه، الذي كان حاضراً عند الولادة وحاول جعل النقل سرياً قدر الإمكان، انتشرت القصة بسرعة عبر باريس. كان الازدراء العام في قداس منتصف الليل في 24 ديسمبر كبيراً جداً لدرجة أن لا فالييه هربت من الكنيسة.
في عام 1665، كان للملك شؤون بجانب امرأة أخرى غير لا فالييه، كان متورطاً بعلاقته مع بون دو بونس دو هوديكور، التي سرعان ما طردتها أسرتها من البلاط، ثم مع أميرة موناكو. بعد وفاة والدته في عام 1666، بدأ لويس الرابع عشر في عرض علاقته الغرامية علنًا، الأمر الذي أزعج لا فالييه كثيراً. في غضون أسبوع من وفاة الملكة الأرملة، كان لابد أن تظهر لا فالييه في قداس بجوار الملكة. عاملت ماريا تيريزا بتواضع واحترام.

#### السقوط

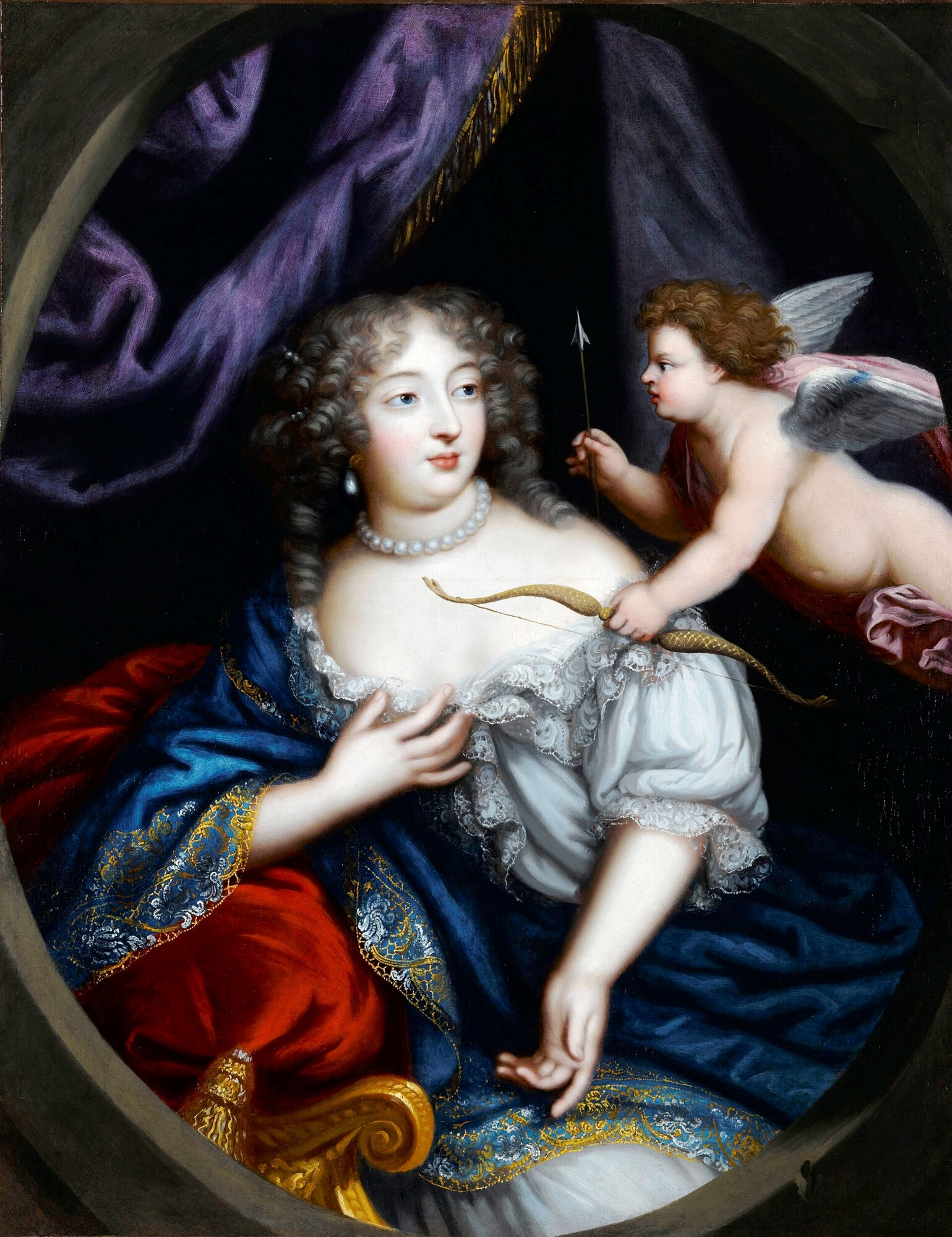
مدام دو مونتيسب بريشة بيير مينارد

في وقت قصير من وفاة الملكة الأرملة آن، عادت مدام مونتيسب في حاشية دوقة أورليان هنريتا، والتي غادرت بسبب زواجها في عام 1663. الآن أصبحت وصيفتها، سرعان ما أثبتت نفسها على أنها الجمال السائد للبلط. سعى الملك مفتوناً، إلى اعتبارها عشيقته الرسمية الجديدة.
في مايو 1667، قبل شن حملة عسكرية على فلاندرز، منح الملك الشرعية لطفلتهم الوحيدة التي لقيت على قيد الحياة ماري آن. كان أبناؤهم الثلاثة الأكبر قد توفوا بالفعل بحلول هذا الوقت. وهكذا أصبحت ماري آن ملفاً شرعياً لفرنسا (Légitimée de France)، ويمكنها استخدام اسم بوربون ومنحها الملك لقب مدموزيل بلوا. في نفس اليوم، منح الملك عشيقته لقبي دوقة لا فالييه ودوقة فاوجو. كان من الحق للا فالييه للجلوس على تابوريت في حضور الملكة، وهو امتياز قيم للغاية. ومع ذلك لم تتأثر لا فالييه، قائلة أن اللقب يشبه هدية تم تقديمها إلى الخادم عندما تقاعد. وتأكيداً على ذلك، علق لويس الرابع عشر على إضفاء الشرعية على ابنتهما والهدايا المقدمة إلى لا فالييه تتطابق مع المودة التي كان يتمتع بها تجاهها لمدة ست سنوات.
بعد خمسة أشهر من فضيحة ساحة المعركة، في 2 أكتوبر 1667، أنجبت لا فالييه طفلها الخامس والأخير، لويس، الذي تم إضفاء الشرعية عليه لاحقاً. على أمل استعادة قلب الملك، قبلت لا فالييه كل الإهانات التي لحقت بها بسبب الوضع الجديد. طلبت مونتيسب أن تساعدها في مرحاضها، وغالباً ما يطلب الملك من الخصمين السفر في عربة ملكة الرحلات. كان تكتيكها غير ناجح، لم يرجع إليها الملك، ولم يكف عن شؤونه الأخرى.

## الحياة لاحقاً والوفاة

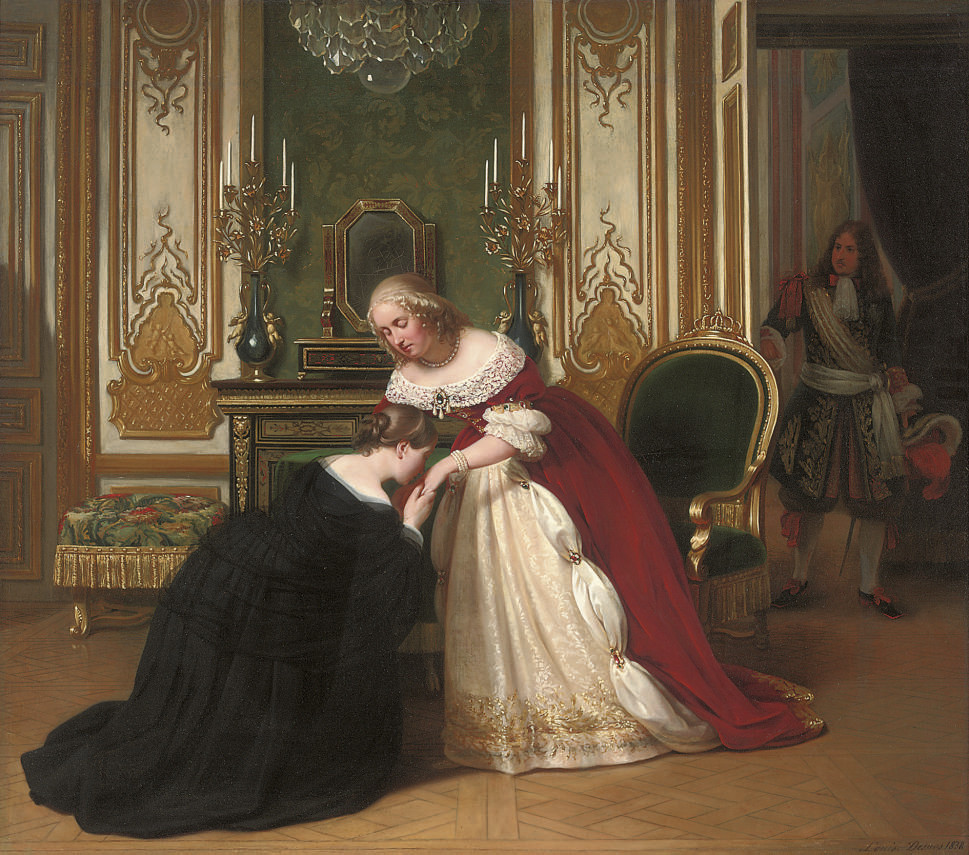
لويز دو لا فالييه تطلب السماح من ماريا تيريزا

كانت جميع محاولات ثنيها بلا جدوى بسبب علاقاتها مع لويس الرابع عشر، وفي عام 1674، سُمح لها أخيراً بالدخول الدير الكرملي في باريس. في اليوم الذي غادرت فيه المحكمة ، ألقت بنفسها عند قدمي الملكة، متوسلة المغفرة، قائلة إن "جرائمي كانت علنية، ويجب أن تكون توبتي علنية أيضًا". بعد عام واحد، في 3 يونيو 1675، لا فالييه أخذت عهودها الدائمة تحت اسم لويز الرحمة، وقبلت الغطاء الأسود من الملكة نفسها، التي قبلتها وباركتها.
في غيابها، تولت دوقة أورليان الجديدة، والمعروفة باسم مدام بالاتين، رعاية ابنها لويس. توفي في حملته العسكرية الأولى في السادسة عشر من عمره، في عام 1683 أثناء وجوده في المنفى في فلاندرز لتورطه مع مجموعة سرية من الأرستقراطيين الشباب الذين يمارسون الرذيلة الإيطالية. تأثرت شقيقته وعمته بشكل كبير بوفاته، بينما لم ينزل والده دمعة. قالت والدته، في إشارة إلى زنا حمل ابنها، عند تلقيها الخبر، "يجب أن أبكي على ولادته أكثر من وفاته".
اعتادت الملكة ماريا تيريزا ودوقة أورليان وأساقفة بوسيه بزيارة لويز في الدير من أجل العزاء والراحة الروحية. في وقت لاحق من حياتها، ذهبت مدام مونتيسب إليها أيضاً للحصول على المشورة بشأن حياة التقوى. سامحتها لويز وأوصتها بأسرار النعمة الإلهية.
توفيت الأخت لويز الرحمة في 6 يونيو 1710 في الخامسة وستون من عمرها، بعد 36 عاماً من الحياة الدينية، ودُفنت في مقبرة ديرها. ألقابها وممتلكاتها ورثتها طفلتها الوحيدة الباقية، ماري آن.

## الذرية
أنجبت لويز لا فالييه 5 أبناء:-

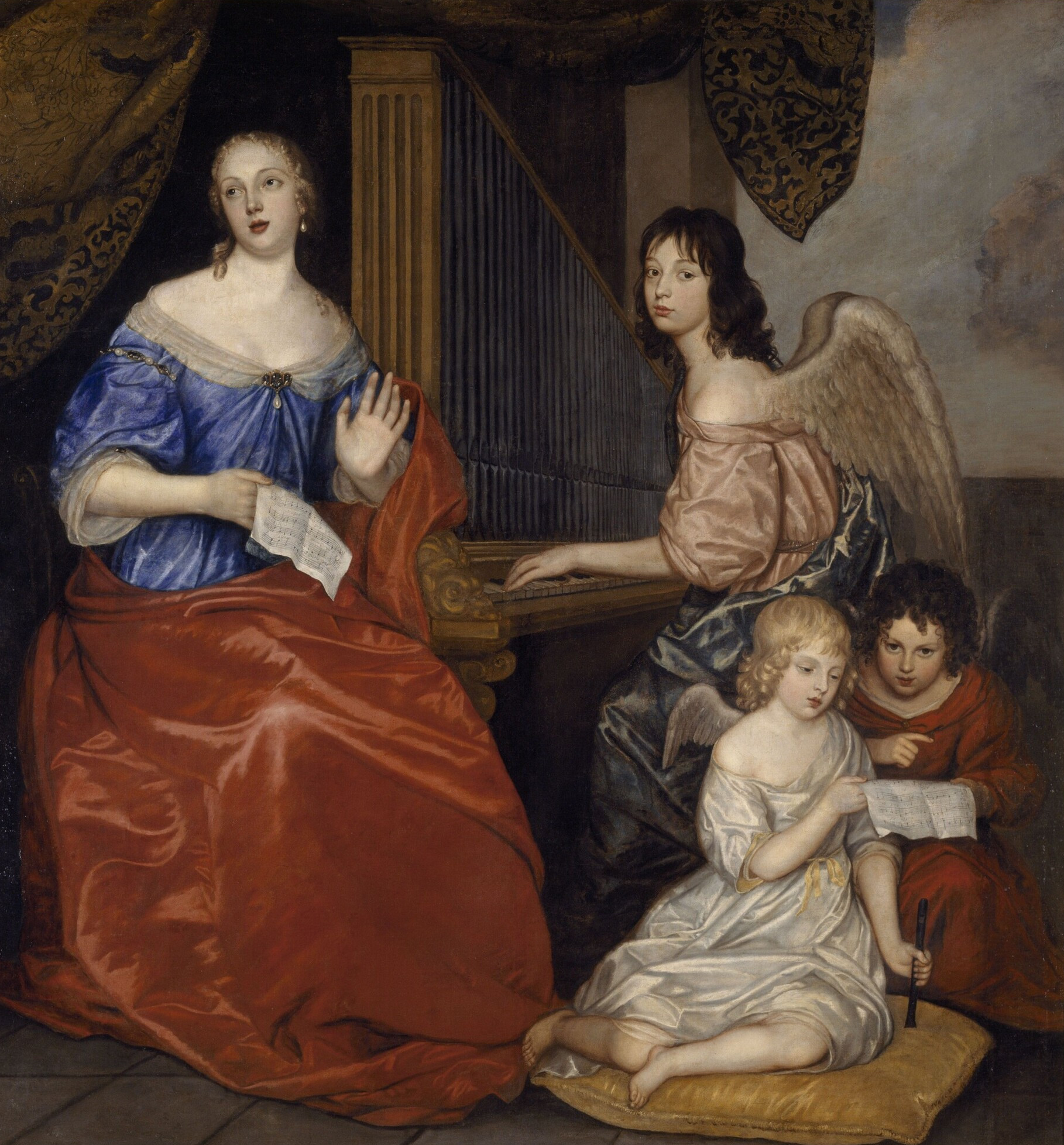
لويس مع أطفالها مدموزيل بلوا وكونت فرماندوا.

1. شارل دي لا بلوم لي بلان (19 ديسمبر 1663 - 15 يوليو 1665)؛ توفي صغيراً.
2. فيليبي دي لا بلوم لي بلان (7 يناير 1665 - 1666)؛ توفي صغيراً.
3. لويس دي لا بلوم لي بلان (27 ديسمبر 1665 - 1666)؛ توفي صغيراً.
4. ماري آن دي بوربون مدموزيل بلوا (2 أكتوبر 1666 - 3 مايو 1739)؛ تم إضفاء الشرعية عليها في 14 مايو 1667، تزوجت من لويس أرمان الأول أمير كونتي، ليس لديهم أبناء، ومن المعروف عنها أن إسماعيل بن الشريف سلطان المغرب طلب يدها للزواج.
5. لويس كونت فرماندوا (3 أكتوبر 1667 - 18 نوفمبر 1683)؛ تم إضفاء الشرعية عليه في 20 فبراير 1669، وأيضا كان أدميرال فرنسا، توفي غير متزوج.

## الروابط الخارجية
- لويز دو لا فالييه على موقع الموسوعة البريطانية (الإنجليزية)